# Peter Sellers
Richard Henry Sellers, més conegut com a Peter Sellers, CBE (Southsea, 8 de setembre de 1925 - Londres, 24 de juliol de 1980) va ser un comediant anglès.
Nascut en el bressol d'una família d'artistes de vodevil, va iniciar la seva carrera en el grup còmic The Goon Show (un show de la cadena de ràdio BBC, emès entre 1951 i 1960). La seva pertinença a la maçoneria va ser pública i notòria, ja que va pertànyer fins a la seva mort a la lògia Chelsea Lodge núm. 3098 de Londres. Després de convertir-se en estrella local al Regne Unit durant els anys 50, Sellers arribaria a la fama internacional en el següent decenni, coronant com una de les cares de comèdia més populars de la pantalla gran.
Conegut mundialment per les seves pel·lícules de la sèrie La pantera rosa, Sellers també és reconegut com un actor de primer nivell. Els seus diferents personatges en la clàssica Dr. Strangelove ens donen una mostra de la seva versatilitat sota la mà de Stanley Kubrick, que també el va dirigir a Lolita, versió cinematogràfica de la novel·la de Nabokov. Geoffrey Rush l'interpreta en The Life and Death of Peter Sellers, de Stephen Hopkins, on s'explica la vida d'aquest actor.

## Biografia

### Infància

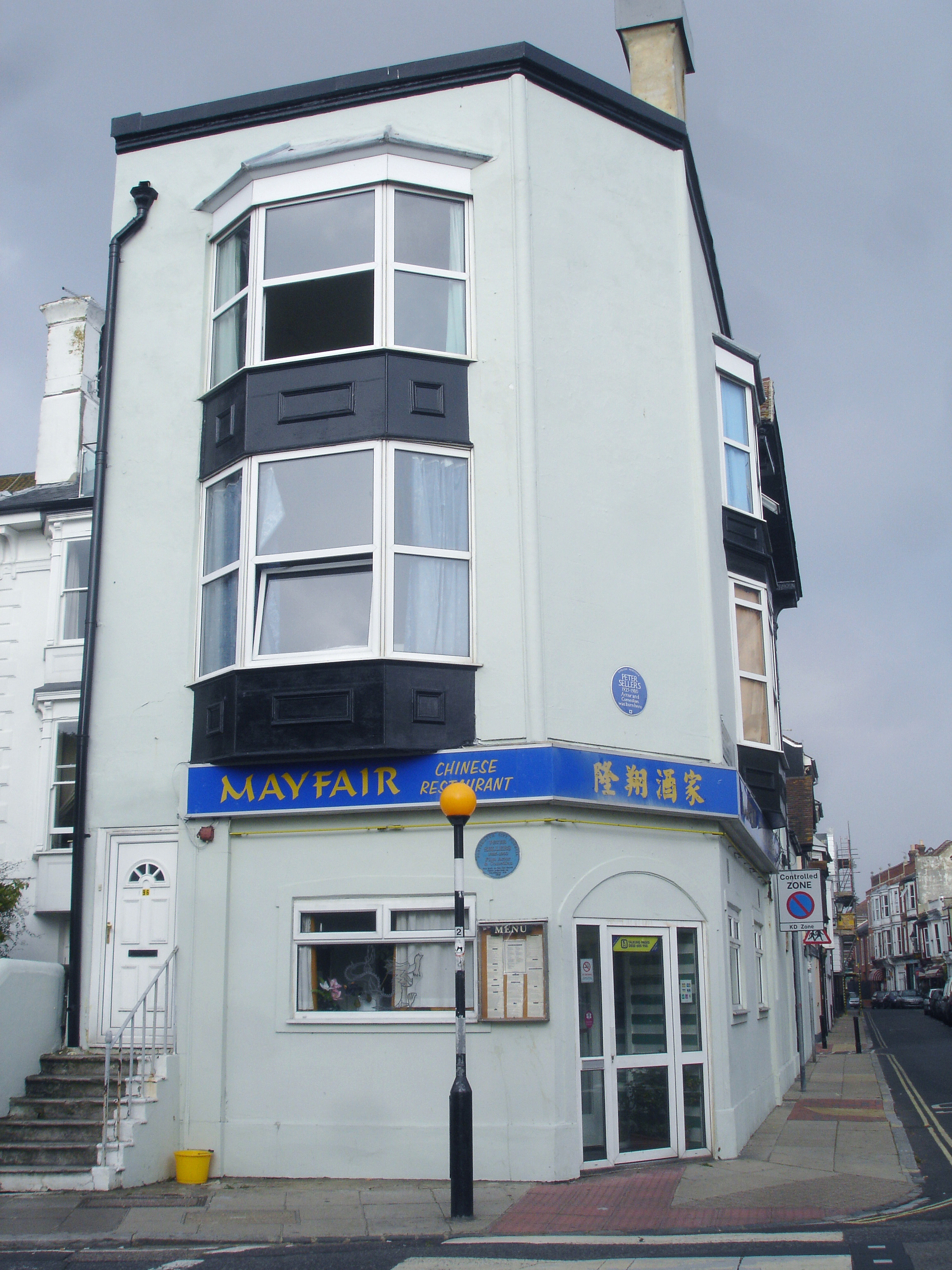
La casa a la zona de Southsea de Portsmouth on va néixer Richard Henry Sellers el 1925.

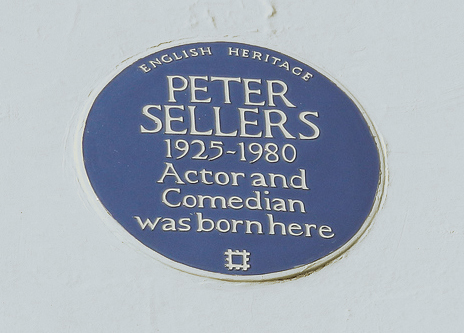
Placa que marca el lloc de naixement de Peter Sellers.

Nascut el 8 de setembre de 1925 a Portsmouth, Hampshire, Richard Henry Sellers va créixer en una família d'actors. Va assistir a una escola catòlica, encara que el seu pare Bill Sellers era protestant i la seva mare Agnes Doreen 'Peg', de soltera Marks, era jueva d'ascendència portuguesa.
Els seus pares van començar a anomenar-lo Pere en record del seu fill gran, que havia mort en néixer l’any anterior.

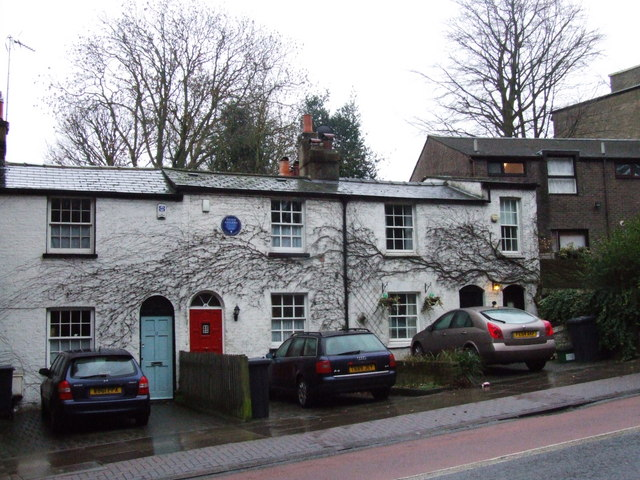
Casa d'infantesa de Peter Sellers (la de la placa blava).

Va ser cosí segon llunyà del boxejador britànic Daniel Mendoza (1764-1836). Segons el crític de cinema Alexander Walker, Mendoza va ser l'avantpassat més venerat, i Sellers solia guardar un gravat del boxejador a la seva oficina. Més tard va considerar tenir la imatge de Mendoza com a logotip de la seva productora.
Segons el seu biògraf Roger Lewis, Sellers estava intrigat pel catolicisme, però poc després d'entrar a l'escola catòlica va descobrir que tenia orígens jueus: era algú fora dels misteris de la fe. Els venedors afirmen que els professors el van referir com el jueu, que posteriorment va desenvolupar la seva sensibilitat als matisos antisemites. Va ser un dels millors alumnes de l'escola i recorda que el professor un dia va recriminar als altres nois que no estudiessin prou: «El nen jueu coneix el seu catecisme millor que la resta de vosaltres!».
Més tard a la seva vida, Sellers seria citat dient: «El meu pare era un gran creient en l'Església d'Anglaterra, però la meva mare era jueva d'origen portuguès i els jueus adopten la fe de la seva mare». El crític de cinema Kenneth Tynan va assenyalar, després de la seva entrevista amb Sellers, que la part principal de la seva ambició d'actuació era «el seu odi a l'antisemitisme».
Mentre acompanyava la seva família al circuit d'espectacles de varietats, Sellers va aprendre l'escena, cosa que seria inestimable més tard. Va començar a actuar al teatre burlesc Windmill Theatre als cinc anys. No obstant això, va créixer amb influències conflictives dels seus pares i va desenvolupar sentiments ambivalents sobre el negoci de l'espectacle. El seu pare no tenia fe en la seva capacitat per arribar a la indústria de l'entreteniment, fins i tot suggerint que els talents del seu fill només eren prou bons per fer-se escombriaire, mentre que la mare de Sellers l'animava constantment.

### Els inicis
Durant la Segona Guerra Mundial es va allistar. Sellers va servir a la Royal Air Force com a caporal, però va haver de seguir sent membre de la tripulació de terra a causa de la seva mala vista. Així es va quedar a l'Índia i Birmània. També va servir a Alemanya i França després de la guerra. Per distreure's de la vida com a suboficial, Sellers es va unir a l'Associació de Serveis Nacionals d'Entreteniments (ENSA), on el seu pare també havia servit abans, cosa que li va permetre perfeccionar les seves habilitats d'actuació. Al final de la guerra l'any 1945, més de quatre de cada cinc artistes britànics havien treballat a l'ENSA, l'objectiu de la qual era augmentar la moral dels soldats i dels treballadors de les fàbriques.
Després de la guerra va treballar en diverses professions artístiques, com ara ballarí i músic de jazz, abans de prestar la seva veu al programa de ràdio de la BBC, el Goon Show, de 1951 a 1960. La seva capacitat per parlar amb diferents accents (per exemple, accents regionals francès, indi, nord-americà, alemany i britànic) i el seu talent per representar una sèrie de personatges amb efectes còmics van contribuir al seu èxit com a personalitat de la ràdio i la pantalla.
Paral·lelament, va començar una carrera cinematogràfica principalment en comèdies als Ealing Studios, incloent-hi El quintet de la mort (1955) al costat d'Alec Guinness i After Me the Flood (1959).

### Maduresa
A la dècada del 1960 la seva carrera va assolir el seu punt àlgid amb dues col·laboracions amb Stanley Kubrick, a Lolita (1962) i Doctor Strangelove (1964) on va interpretar tres papers, la pel·lícula Casino Royale (1967) i La pantera rosa de Blake Edwards (1963), amb el personatge d'Inspector i La festa d'Edwards (1968). El 1969, va protagonitzar la pel·lícula de Joseph McGrath The Magic Christian amb, entre d'altres, l'antic bateria dels Beatles Ringo Starr, així com John Cleese, Richard Attenborough, Christopher Lee, Yul Brynner i Raquel Welch. La banda sonora, The Magic Christian (banda sonora original) es va publicar amb cançons de la banda Badfinger, incloent-hi el seu èxit escrit per Paul McCartney, el mateix any.
El director Peter Hall va dir: «En Peter tenia la capacitat d'identificar-se completament amb una altra persona i de pensar com si estigués física, mentalment i emocionalment a la seva pell. D'on li ve? No en tinc ni idea. És una maledicció?»
Peter Sellers també va fer uns quants àlbums de música durant les dècades de 1960 i 1970, inclòs un acompanyat per Sophia Loren.

## Matrimonis
Sellers es va casar quatre vegades: 
- Amb Anne Howe (1951-1961). Van tenir dos fills, Michael i Sarah.
- Amb L'actriu sueca Britt Ekland (1964-1968). Van tenir una filla, Victoria Sellers. La parella va aparèixer en tres pel·lícules junts: Carol for Another Christmas (1964), After the Fox (1966) i The Bobo (1967).
- Amb la Model australiana Miranda Quarry (actualment comtessa de Stockton) (1970-1974).
- Amb l'actriu anglesa Lynne Frederick (1977-1980), que va estar casada breument amb Sir David Frost, poc després de la mort de Sellers.

## Mort

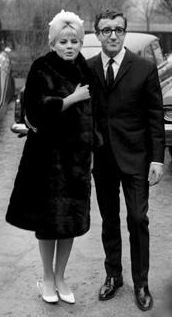
Peter Sellers amb la seva segona muller Britt Ekland.

El 1964, als 38 anys, Sellers va patir una sèrie d'atacs de cor (13 en uns dies), que danyaren permanentment el seu cor. Peter Sellers van optar per consultar els curanderos psíquics en lloc de buscar el tractament mèdic occidental, i la seva afecció cardíaca va continuar empitjorant. El 1977, va patir un segon atac cardíac, que causà la necessitat de dur un marcapassos per regular el seu ritme cardíac. Una vegada més, Peter Sellers no segueix les ordres del metge i declina la cirurgia a cor obert. Va morir el 24 de juliol de 1980.
Segons el diari The Telegraph, Peter Sellers havia iniciat del procés d'exclusió de Lynne Frederick, del seu testament, però el document, firmat el dia de la mort de l'actor, no va arribar a formalitzar-se, de manera que Lynne Frederick va heretar gairebé tots els seus béns per un valor estimat de 4,5 milions de lliures, mentre que els seus fills van rebre només 800 lliures cadascun. Quan Lynne Frederick va morir el 1994 (amb 39 anys), la seva mare Iris ho heretà tot, incloent-hi tots els ingressos i les regalies del treball de Sellers.

## Llegat
La pel·lícula Darrere la pista de la Pantera Rosa, feta per Blake Edwards fent servir material d'arxiu no utilitzat per Sellers de La Pantera Rosa torna està dedicat a la memòria de Sellers. El títol diu: «For Peter... The one and only Inspector Clouseau» ('Pel Peter... L'únic inspector Clouseau').
En una enquesta de 2005 amb actors i comediants, Sellers va ser votat el 14è a la llista dels 20 més grans comediants pels seus col·legues comediants i personatges de la comèdia.

## Filmografia
| Any  | Pel·lícula                                | Paper | Notes |
| ---- | ----------------------------------------- | --- | --- |
| 1950 | The Black Rose                            | Alfonso Bedoya                                                                                               | Veu (no surt als crèdits) |
| 1951 | Penny Points to Paradise                  | El Major/Arnold Fringe                                                                                       | |
| 1951 | Let's Go Crazy                            | Groucho/Giuseppe/Cedric /Izzy/Gozzunk/Crystal Jollibottom                                                    | |
| 1952 | Down Among the Z Men                      | Major Bloodnok                                                                                               | |
| 1953 | Our Girl Friday                           | Parrot | Veu (no surt als crèdits) |
| 1954 | Orders are Orders                         | Private Griffin                                                                                              | |
| 1955 | John and Julie                            | Policia Constable Diamond                                                                                    | |
| 1955 | El quintet de la mort                     | Mr. Robinson                                                                                                 | |
| 1956 | The Case of the Mukkinese Battle-Horn     | Narrador/a/Supt. Quilt /Asst. Comissionat Sir Jervis Fruit/Henry Crun                                        | |
| 1956 | The Man Who Never Was                     | Winston Churchill                                                                                            | Només veu |
| 1957 | Insomnia Is Good for You                  | Hector Dimwiddle                                                                                             | Curt |
| 1957 | The Smallest Show on Earth                | Leslie Quill                                                                                                 | |
| 1957 | The Naked Truth                           | Sonny McGregor                                                                                               | |
| 1958 | Amb l'aigua al coll                       | CPO Doherty                                                                                                  | |
| 1958 | tom thumb                                 | Antony | |
| 1959 | Carlton-Browne of the F.O.                | Prime Minister Amphibulos                                                                                    | |
| 1959 | The Mouse That Roared                     | Grand Duquesa Gloriana XII / Primer Ministre Conte Rupert Mountjoy / Tully Bascombe                          | Tres papers. |
| 1959 | I'm All Right Jack                        | Fred Kite | BAFTA al millor actor britànic |
| 1959 | Conflictes sexuals                        | Mr. Martin                                                                                                   | |
| 1960 | The Running Jumping & Standing Still Film | Photographer                                                                                                 | Curt Nominat — Oscar al millor curtmetratge |
| 1960 | Never Let Go                              | Lionel Meadows                                                                                               | |
| 1960 | The Millionairess                         | Dr. Ahmed el Kabir                                                                                           | |
| 1960 | Two Way Stretch                           | Dodger Lane                                                                                                  | |
| 1961 | Mr. Topaze                                | Auguste Topaze                                                                                               | |
| 1962 | Only Two Can Play                         | John Lewis                                                                                                   | Nominat — BAFTA al millor actor britànic |
| 1962 | Waltz of the Toreadors                    | General Leo Fitzjohn                                                                                         | premi al millor actor al Festival Internacional de cinema de Sant Sebastià                                                                                |
| 1962 | The Road to Hong Kong                     | Indian Neurologist                                                                                           | no surt als crèdits |
| 1962 | Lolita                                    | Clare Quilty                                                                                                 | Nominat — Globus d'Or al millor actor secundari |
| 1962 | Trial and Error                           | Wilfred Morgenhall                                                                                           | |
| 1963 | The Wrong Arm of the Law                  | Pearly Gates                                                                                                 | |
| 1963 | Heavens Above!                            | Reverend John Smallwood                                                                                      | |
| 1963 | La Pantera Rosa                           | | Nominat — BAFTA al millor actor britànic Nominat — Globus d'Or al millor actor musical o còmic                                                            |
| 1964 | Dr. Strangelove                           | capità Lionel Mandrake / President Merkin Muffley / Dr. Strangelove                                          | Tres papers Nominat — Oscar al millor actor Nominat — BAFTA al millor actor britànic                                                                      |
| 1964 | The World of Henry Orient                 | Henry Orient                                                                                                 | |
| 1964 | A Shot in the Dark                        | Jacques Clouseau                                                                                             | Seqüela de La Pantera Rosa |
| 1965 | Birds, Bees and Storks                    | Narrador | Veu |
| 1965 | Com va això, gateta?                      | Doctor Fritz Fassbender                                                                                      | |
| 1966 | La caixa de les sorpreses                 | Doctor Pratt                                                                                                 | |
| 1966 | After the Fox                             | Aldo Vanucci                                                                                                 | |
| 1967 | Casino Royale                             | Evelyn Tremble                                                                                               | |
| 1967 | Woman Times Seven                         | Jean | |
| 1967 | The Bobo                                  | Juan Bautista                                                                                                | |
| 1968 | La festa                                  | Hrundi V. Bakshi                                                                                             | |
| 1968 | I Love You, Alice B. Toklas!              | Harold | |
| 1969 | The Magic Christian                       | Sir Guy Grand KG, KC, CBE                                                                                    | |
| 1970 | A Day at the Beach                        | Salesman | |
| 1970 | Hoffman                                   | Benjamin Hoffman                                                                                             | |
| 1970 | Simon Simon                               | Home amb dos cotxes                                                                                          | |
| 1970 | There's a Girl in My Soup                 | Robert Danvers                                                                                               | |
| 1972 | Where Does It Hurt?                       | Dr. Albert T. Hopfnagel                                                                                      | |
| 1972 | Alice's Adventures in Wonderland          | La llebre de març                                                                                            | |
| 1973 | Ghost in the Noonday Sun                  | Dick Scratcher                                                                                               | |
| 1973 | The Blockhouse                            | Rouquet | |
| 1973 | The Optimists                             | Sam | |
| 1974 | Soft Beds, Hard Battles                   | General Latour / Major Robinson / Herr Schroeder / Adolf Hitler / President / Prince Kyoto                   | sis papers. |
| 1974 | The Great McGonagall                      | Queen Victoria                                                                                               | |
| 1975 | La Pantera Rosa torna                     | Inspector Clouseau                                                                                           | Nominat — Globus d'Or al millor actor musical o còmic |
| 1976 | Un cadàver per postres                    | Sidney Wang                                                                                                  | |
| 1976 | La Pantera Rosa torna a atacar            | Jacques Clouseau                                                                                             | Nominat — Globus d'Or al millor actor musical o còmic |
| 1978 | The Muppet Show                           | Diversos personatges, incloent el de l’Inspector Clouseau, un gitano romanès, la Reina Victoria, un capellà. | |
| 1978 | Kingdom of Gifts                          | Larcenous Mayor                                                                                              | Només veu |
| 1978 | La venjança de la Pantera Rosa            | Inspector Clouseau                                                                                           | |
| 1979 | The Prisoner of Zenda                     | Rudolf IV / Rudolf V / Syd Frewin                                                                            | tres papers. |
| 1979 | Being There                               | Chance | Fotogramas de Plata al millor paper estranger Globus d'Or al millor actor musical o còmic Nominat — Oscar al millor actor Nominat — BAFTA al millor actor |
| 1980 | The Fiendish Plot of Dr. Fu Manchu        | Dennis Nayland Smith / Dr. Fu 'Fred' Manchu                                                                  | Darrer film. Dos papers. |
| 1982 | Darrere la pista de la Pantera Rosa       | Inspector Clouseau                                                                                           | gravacions fetes servir. |